# Jung Jae-yong
Jung Jae-yong (kor. 정재용; * 14. September 1990) ist ein südkoreanischer Fußballspieler.

## Karriere
Das Fußballspielen erlernte Jung Jae-yong in der Universitätsmannschaft der Korea University in der südkoreanischen Hauptstadt Seoul. Seinen ersten Vertrag unterschrieb er 2013 beim FC Anyang. Der Verein aus Anyang spielte in der zweiten Liga des Landes, der K League Challenge. Nach 86 Spielen und 15 Toren in der zweiten Liga wechselte er im August 2016 zum Erstligisten Ulsan Hyundai nach Ulsan. Bis März 2019 spielte er 45 Mal in der K League 1 und schoss dabei sechs Tore. Für den Rest des Jahres ging er nach Pohang und schloss sich dem Ligakonkurrenten Pohang Steelers an. 2020 nahm ihn der thailändische Erstligist Buriram United aus Buriram unter Vertrag. Der Verein spielt in der ersten Liga, der Thai League. Buriram musste für den Spieler eine Ablösesumme von 350.000 Euro zahlen. Jung Jae-yong ist der bisher teuerste asiatischer Spieler in der Geschichte von Buriram United. Nach vier Erstligaspielen wurde der Vertrag am 28. April 2020 aufgelöst. Zwei Monate später unterzeichnete er einen Vertrag in seinem Heimatland beim Zweitligisten  Suwon FC. Dort gelang am Saisonende der Aufstieg in die K League 1, Jung erzielte dabei in 15 Ligaspielen einen Treffer.

## Erfolge
Ulsan Hyundai FC
- Südkoreanischer Pokalsieger: 2017